# Liên hoan phim Cannes 2021
Liên hoan phim Cannes thường niên lần thứ 74 diễn ra từ ngày 6 đến 17 tháng 7 năm 2021, sau khi được dời lịch ban đầu là từ 11 đến 22 tháng 5 năm 2021. Tháng 3 năm 2021, đạo diễn kiêm nhà biên kịch người Mỹ Spike Lee được mời làm trưởng ban giám khảo liên hoan mùa thứ hai, sau khi đại dịch COVID-19 tại Pháp làm hỏng mất kế hoạch đưa ông làm trưởng ban giám khảo Liên hoan phim Cannes 2020. Giải Cành cọ vàng thuộc về bộ phim Titane của nữ đạo diễn Julia Ducournau; Ducournau trở thành nữ đạo diễn thứ hai giành giải và người đầu tiên chiến thắng độc lập (năm 1993 Jane Campion là đồng chủ nhân Cành cọ vàng cùng với Trần Khải Ca).
Bộ phim ca nhạc được mong đợi từ lâu Annette của đạo diễn người Pháp Leos Carax là tác phẩm chiếu khai mạc liên hoan phim. Danh sách phim tranh cử chính thức được công bố vào ngày 3 tháng 6 năm 2021. Cành cọ vàng danh dự được trao cho nữ diễn viên kiêm nhà làm phim người Mỹ Jodie Foster và nhà làm phim người Ý Marco Bellocchio.

## Giám khảo

### Tranh cử chính
- Spike Lee, đạo diễn người Mỹ, Trưởng ban giám khảo
- Mati Diop, nữ diễn viên kiêm đạo diễn người Pháp–Senegal
- Mylène Farmer, ca sĩ kiêm nhạc sĩ người Canada-Pháp
- Maggie Gyllenhaal, nữ diễn viên, đạo diễn và nhà sản xuất người Mỹ
- Jessica Hausner, đạo diễn kiêm biên kịch người Áo
- Mélanie Laurent, nữ diễn viên kiêm đạo diễn người Pháp
- Kleber Mendonça Filho, đạo diễn, nhà phê bình và người xây dựng chương trình chiếu phim người Brazil
- Tahar Rahim, nam diễn viên người Pháp
- Song Kang-ho, nam diễn viên người Hàn Quốc

### Un Certain Regard
- Andrea Arnold, đạo diễn người Anh, Trưởng ban giám khảo
- Daniel Burman, đạo diễn người Argentina
- Michael Angelo Covino, nam diễn viên và đạo diễn người Mỹ
- Mounia Meddour, đạo diễn người Algeria
- Elsa Zylberstein, nữ diễn viên người Pháp

### Máy quay vàng
- Mélanie Thierry, nữ diễn viên người Pháp, Trưởng ban giám khảo
- Audrey Abiven, đạo diễn người Pháp
- Éric Caravaca, nam diễn viên và đạo diễn người Pháp
- Romain Cogitore, đạo diễn, nhà biên kịch và nhiếp ảnh gia người Pháp
- Laurent Dailland, giám đốc quay phim người Pháp
- Pierre-Simon Gutman, nhà phê bình người Pháp

### Cinéfondation và phim ngắn
- Sameh Alaa, đạo diễn người Ai Cập
- Kaouther Ben Hania, đạo diễn người Tunisia
- Carlos Muguiro, đạo diễn người Tây Ban Nha
- Tuva Novotny, nữ diễn viên và đạo diễn người Thụy Điển
- Nicolas Pariser, đạo diễn người Pháp
- Alice Winocour, đạo diễn người Pháp

### Giám khảo độc lập
Tuần phê bình phim quốc tế
- Cristian Mungiu, đạo diễn kiêm biên kịch người Romania, Trưởng ban giám khảo
- Didar Domehri, nhà sản xuất người Pháp
- Camélia Jordana, nữ diễn viên, nhà soạn nhạc và ca sĩ người Pháp
- Michel Merkt, nhà sản xuất người Thụy Sĩ
- Karel Och, giám đốc nghệ thuật Liên hoan phim quốc tế Karlovy Vary người Séc

L'Œil d'or
- Ezra Edelman, đạo diễn người Mỹ, Trưởng ban giám khảo
- Julie Bertuccelli, đạo diễn người Pháp
- Iris Brey, nhà báo, học giả và nhà phê bình người Pháp
- Déborah François, nữ diễn viên người Bỉ
- Orwa Nyrabia, đạo diẽn, nhà sản xuất người Syria, giám đốc nghệ thuật của Liên hoan phim tài liệu quốc tế Amsterdam

Queer Palm
- Nicolas Maury, nam diễn viên kiêm đạo diễn người Pháp, Trưởng ban giám khảo
- Josza Anjembe, đạo diễn, biên kịch và nhà báo người Pháp
- Roxane Mesquida, nữ diễn viên người Pháp
- Vahram Muratyan, nghệ sĩ và nhà thiết kế đồ họa người Pháp
- Aloïse Sauvage, nữ diễn viên kiêm ca sĩ người Pháp

## Danh sách phim tranh cử

### Tranh cử chính
Dưới đây là những bộ phim được lựa chọn để tranh cử Cành cọ vàng:
| Tựa tiếng Anh                 | Tựa gốc                               | Đạo diễn                  | Nước sản xuất                                        |
| ----------------------------- | ------------------------------------- | ------------------------- | ---------------------------------------------------- |
| Ahed's Knee                   | הַבֶּרֶךְ (Habereḵ)                        | Nadav Lapid               | Israel, Pháp                                         |
| Annette (phim khai mạc)       | Annette                               | Leos Carax                | Pháp, Đức, Bỉ                                        |
| Benedetta (QP)                | Benedetta                             | Paul Verhoeven            | Pháp, Hà Lan                                         |
| Bergman Island                | Bergman Island                        | Mia Hansen-Løve           | Brazil, Pháp, Đức, Mexico                            |
| Casablanca Beats              | Haut et fort                          | Nabil Ayouch              | Morocco, Pháp                                        |
| Compartment No. 6 (QP)        | Hytti nro 6                           | Juho Kuosmanen            | Nga, Phần Lan                                        |
| The Divide (QP)               | La Fracture                           | Catherine Corsini         | Pháp                                                 |
| Drive My Car                  | ドライブ・マイ・カー (Doraibu mai kā) | Hamaguchi Ryusuke         | Nhật Bản                                             |
| Everything Went Fine (QP)     | Tout s'est bien passé                 | François Ozon             | Pháp                                                 |
| Flag Day                      | Flag Day                              | Sean Penn                 | Hoa Kỳ                                               |
| France                        | Par un demi clair matin               | Bruno Dumont              | Pháp, Ý, Đức, Bỉ                                     |
| The French Dispatch           | The French Dispatch                   | Wes Anderson              | Hoa Kỳ                                               |
| A Hero                        | قهرمان (Ghahreman)                    | Asghar Farhadi            | Iran                                                 |
| Lingui                        | Lingui                                | Mahamat Saleh Haroun      | Bỉ, Tchad, Pháp, Đức                                 |
| Memoria                       | Memoria                               | Apichatpong Weerasethakul | Colombia, Pháp, Đức, Mexico, Thái Lan, Liên hiệp Anh |
| Nitram                        | Nitram                                | Justin Kurzel             | Úc, Liên hiệp Anh                                    |
| Paris, 13th District (QP)     | Les Olympiades                        | Jacques Audiard           | Pháp                                                 |
| Petrov's Flu                  | Петровы в гриппе (Petrоvy v grippe)   | Kirill Serebrennikov      | Pháp, Đức, Nga, Thụy Sĩ                              |
| Red Rocket                    | Red Rocket                            | Sean Baker                | Hoa Kỳ                                               |
| The Restless                  | Les Intranquilles                     | Joachim Lafosse           | Bỉ, Pháp                                             |
| The Story of My Wife          | A feleségem története                 | Ildikó Enyedi             | Hungary, Pháp, Đức, Ý                                |
| Three Floors                  | Tre piani                             | Nanni Moretti             | Ý, Pháp                                              |
| Titane (QP)                   | Titane (QP)                           | Julia Ducournau           | Bỉ, Pháp                                             |
| The Worst Person in the World | Verdens verste menneske               | Joachim Trier             | Na Uy, Thụy Điển, Pháp                               |

(QP) chỉ phim tranh cử giải Queer Palm.

### Un Certain Regard
Dưới đây là những bộ phim được lựa chọn để tranh giải Un Certain Regard:
| Tựa tiếng Anh                                      | Tựa gốc                             | Đạo diễn                     | Nước sản xuất                                |
| -------------------------------------------------- | ----------------------------------- | ---------------------------- | -------------------------------------------- |
| After Yang                                         | After Yang                          | Kogonada                     | Hoa Kỳ                                       |
| Blue Bayou                                         | Blue Bayou                          | Justin Chon                  | Hoa Kỳ                                       |
| Bonne mère                                         | Bonne mère                          | Hafsia Herzi                 | Pháp                                         |
| Commitment Hasan                                   | Bağlılık Hasan                      | Semih Kaplanoğlu             | Thổ Nhĩ Kỳ                                   |
| Freda (CdO)                                        | Freda (CdO)                         | Gessica Généus               | Haiti                                        |
| Gaey Wa'r (CdO)                                    | Gaey Wa'r (CdO)                     | Jiazuo Na                    | Trung Quốc                                   |
| Great Freedom (QP)                                 | Große Freiheit                      | Sebastian Meise              | Áo                                           |
| House Arrest                                       | Дело (Delo)                         | Aleksey German, Jr.          | Nga                                          |
| The Innocents                                      | De uskyldige                        | Eskil Vogt                   | Đan Mạch, Phần Lan, Na Uy, Thuỵ Điển, Hoa Kỳ |
| La Civil (CdO)                                     | La Civil (CdO)                      | Teodora Mihai                | Bỉ, Mexico, Romania                          |
| Lamb (CdO)                                         | Dýrið                               | Valdimar Jóhannsson          | Iceland, Ba Lan, Thuỵ Điển                   |
| Let There Be Morning                               | תן לזה להיות בוקר                   | Eran Kolirin                 | Israel                                       |
| Moneyboys (CdO, QP)                                | Moneyboys (CdO, QP)                 | C.B. Yi                      | Áo, Bỉ, Pháp, Đài Loan                       |
| My Brothers and I (CdO)                            | Mes frères et moi                   | Yohan Manca                  | Pháp                                         |
| Onoda, 10 000 Nights in the Jungle (phim khai mạc) | Onoda, 10 000 nuits dans la jungle  | Arthur Harari                | Pháp, Đức, Bỉ, Ý                             |
| Prayers for the Stolen                             | Noche de fuego                      | Tatiana Huezo                | Mexico                                       |
| Rehana Maryam Noor                                 | রেহানা মরিয়ম নূর                         | Abdullah Mohammad Saad       | Bangladesh                                   |
| Playground (CdO)                                   | Un monde                            | Laura Wandel                 | Bỉ                                           |
| Unclenching the Fists                              | Разжимая кулаки (Razzhimaja kulaki) | Kira Kovalenko               | Nga                                          |
| Women Do Cry (QP)                                  | Жените плачат (Zhenite plachat)     | Vesela Kazakova, Mina Mileva | Bulgaria, Pháp                               |

(CdO) chỉ bộ phim đủ điều kiện tranh cử giải máy quay vàng cho tác phẩm đạo diễn đầu tay.
(QP) chỉ bộ phim tranh cử giải Queer Palm.

### Không tranh giải
Dưới đây là những bộ phim tham gia liên hoan nhưng không tranh giải:
| Tựa tiếng Anh                                | Tựa gốc                                | Đạo diễn                           | Nước sản xuất |
| -------------------------------------------- | -------------------------------------- | ---------------------------------- | ------------- |
| Aline, the Voice of Love                     | Aline                                  | Valérie Lemercier                  | Canada, Pháp  |
| BAC Nord                                     | BAC Nord                               | Cédric Jimenez                     | Pháp          |
| Emergency Declaration                        | 비상선언 (Bisangseongeon)              | Han Jae-rim                        | Hàn Quốc      |
| In His Lifetime                              | De son vivant                          | Emmanuelle Bercot                  | Pháp          |
| OSS 117: From Africa with Love (phim bế mạc) | OSS 117: Alerte rouge en Afrique noire | Nicolas Bedos                      | Pháp          |
| Stillwater                                   | Stillwater                             | Tom McCarthy                       | Hoa Kỳ        |
| The Velvet Underground                       | The Velvet Underground                 | Todd Haynes                        | Hoa Kỳ        |
| Where Is Anne Frank                          | Where Is Anne Frank                    | Ari Folman                         | Israel        |
| Trình chiếu nửa đêm                          |                                        |                                    |               |
| Bloody Oranges                               | Oranges sanguines                      | Jean-Christophe Meurisse           | Pháp          |
| Suprêmes                                     | Suprêmes                               | Audrey Estrougo                    | Pháp          |
| Tralala                                      | Tralala                                | Arnaud Larrieu, Jean-Marie Larrieu | Pháp          |

### Cannes Premiere
Dưới đây là những bộ phim được lựa chọn để tranh cử hạng mục Cannes Premiere:
| Tựa tiếng Anh                            | Tựa gốc                                           | Đạo diễn             | Nước sản xuất |
| ---------------------------------------- | ------------------------------------------------- | -------------------- | ------------- |
| Belle                                    | Belle: Ryū to Sobakasu no Hime (竜とそばかすの姫) | Hosoda Mamoru        | Nhật Bản      |
| Cow                                      | Cow                                               | Andrea Arnold        | Liên hiệp Anh |
| Deception                                | Tromperie                                         | Arnaud Desplechin    | Pháp          |
| Evolution                                | Evolúció                                          | Kornél Mundruczó     | Hungary       |
| Hold Me Tight                            | Serre-moi fort                                    | Mathieu Amalric      | Pháp          |
| In Front of Your Face                    | 당신의 얼굴 앞에서                                | Hong Sang-soo        | Hàn Quốc      |
| Jane by Charlotte (CdO)                  | Jane par Charlotte                                | Charlotte Gainsbourg | Pháp          |
| JFK Revisited: Through the Looking Glass | JFK Revisited: Through the Looking Glass          | Oliver Stone         | Hoa Kỳ        |
| Love Songs for Tough Guys                | Cette musique ne joue pour personne               | Samuel Benchetrit    | Pháp          |
| Marx Can Wait                            | Marx può aspettare                                | Marco Bellocchio     | Ý             |
| Mothering Sunday                         | Mothering Sunday                                  | Eva Husson           | Liên hiệp Anh |
| Val                                      | Val                                               | Ting Poo, Leo Scott  | Hoa Kỳ        |
| Vortex                                   | Vortex                                            | Gaspar Noé           | Argentina, Ý  |

(CdO) chỉ phim đủ điều kiện dự giải máy quay vàng cho tác phẩm đạo diễn đầu tay.

### Trình chiếu đặc biệt
| Tựa tiếng Anh                            | Tựa gốc                                  | Đạo diễn | Nước sản xuất                            |
| ---------------------------------------- | ---------------------------------------- | --- | ---------------------------------------- |
| Mariner of the Mountains                 | O Marinheiro das Montanhas               | Karim Aïnouz | Brazil                                   |
| Black Notebooks                          | Black Notebooks                          | Shlomi Elkabetz | Israel                                   |
| Babi Yar. Context                        | Babi Yar. Context                        | Sergei Loznitsa | Ukraina                                  |
| Mi iubita, mon amour (CdO)               | Mi iubita, mon amour (CdO)               | Noémie Merlant | Pháp                                     |
| New Worlds, The Cradle of a Civilization | New Worlds, The Cradle of a Civilization | Andrew Muscato | Hy Lạp, Hoa Kỳ                           |
| Les Héroïques (CdO)                      | Les Héroïques (CdO)                      | Maxime Roy | Pháp                                     |
| Are You Lonesome Tonight? (CdO)          | Are You Lonesome Tonight? (CdO)          | Wen Shipei | Trung Quốc                               |
| H6 (CdO)                                 | H6 (CdO)                                 | Yé Yé | Pháp                                     |
| The Year of the Everlasting Storm        | The Year of the Everlasting Storm        | Jafar Panahi, Trần Triết Nghệ, Malik Vitthal, Laura Poitras, Dominga Sotomayor Castillo, David Lowery, Apichatpong Weerasethakul | Iran, Singapore, Hoa Kỳ, Chile, Thái Lan |
| Revolution of Our Times                  | Revolution of Our Times                  | Châu Quan Uy | Hồng Kông                                |

(CdO) chỉ bộ phim đủ điều kiện tranh cử Máy quay vàng dành cho tác phẩm đạo diễn đầu tay.

### Điện ảnh vì khí hậu
Đây là hạng mục nhất thời dành cho các bộ phim về khí hậu:
| Tựa tiếng Anh          | Tựa gốc                | Đạo diễn      | Nước sản xuất    |
| ---------------------- | ---------------------- | ------------- | ---------------- |
| Above Water            | Marcher sur l'eau      | Aïssa Maïga   | Nigeria, Pháp    |
| Animal                 | Animal                 | Cyril Dion    | Pháp             |
| Bigger Than Us         | Bigger Than Us         | Flore Vasseur | Pháp             |
| The Crusade            | La Croisade            | Louis Garrel  | Pháp             |
| I Am So Sorry          | I Am So Sorry          | Triệu Lượng   | Pháp, Trung Quốc |
| Invisible Demons       | Invisible Demons       | Rahul Jain    | Ấn Độ            |
| La Panthère des neiges | La Panthère des neiges | Marie Amiguet | Pháp             |

### Phim ngắn
Trong số 3,739 tác phẩm nộp dự thi, dưới đây là những bộ phim tranh giải Cành cọ vàng cho phim ngắn.
| Tựa tiếng Anh              | Tựa gốc                    | Đạo diễn              | Nước sản xuất         |
| -------------------------- | -------------------------- | --------------------- | --------------------- |
| North Pole                 | Severen Pol                | Marija Apcevska       | Bắc Macedonia, Serbia |
| Displaced                  | Pa Vend                    | Samir Karahoda        | Kosovo                |
| In the Soil                | Det er i jorden            | Casper Kjeldsen       | Đan Mạch              |
| Orthodontics               | Orthodontics               | Mohammadreza Mayghani | Iran                  |
| The Right Words (QP)       | Haut les coeurs            | Adrian Moyse Dullin   | Pháp                  |
| Through the Haze           | Noite turva                | Diogo Salgado         | Bồ Đào Nha            |
| Sideral                    | Sideral                    | Carlos Segundo        | Brazil, Pháp          |
| All the Crows in the World | All the Crows in the World | Tang Yi               | Hồng Kông             |
| August Sky                 | Céu de Agosto              | Jasmin Tenucci        | Brazil, Iceland       |
| Absence                    | Xue Yun                    | Wu Lang               | Trung Quốc            |

(QP) chỉ phim tranh cử Queer Palm.

### Cinéfondation
Hạng mục Cinéfondation chú trọng vào những bộ phim được làm bởi các sinh viên trường điện ảnh. Dưới đây là 17 tác phẩm dự thi (13 phim người đóng và 4 phim hoạt hình) được lựa chọn trong số 1.835 phim được gửi dự thi. 4 trong số các bộ phim dưới đây đại diện cho các trường tham dự Cinéfondation lần đầu tiên.
| Tựa tiếng Anh                | Tựa gốc                                      | Đạo diễn                  | Trường                                       |
| ---------------------------- | -------------------------------------------- | ------------------------- | -------------------------------------------- |
| Billy Boy (QP)               | Billy Boy (QP)                               | Sacha Amaral              | Universidad Nacional de las Artes, Argentina |
| Love Stories on the Move     | Prin oraș circulă scurte povești de dragoste | Carina-Gabriela Dașoveanu | UNATC I.L.Caragiale, Romania                 |
| The Salamander Child         | L'enfant salamandre                          | Théo Degen                | INSAS, Bỉ                                    |
| Beasts Among Us              | Bestie wokół nas                             | Natalia Durszewicz        | Trường học điện ảnh Łódź, Ba Lan             |
| The Cat from the Deep Sea    | Oyogeruneko                                  | Huang Menglu              | Đại học nghệ thuật Musashino, Nhật Bản       |
| Other Half                   | Other Half                                   | Lina Kalcheva             | NFTS, Liên hiệp Anh                          |
| Night Visit                  | הביקור                                       | Mya Kaplan                | Đại học Tel Aviv, Israel                     |
| Bill and Joe Go Duck Hunting | Bill and Joe Go Duck Hunting                 | Auden Lincoln-Vogel       | Đại học Iowa, Hoa Kỳ                         |
| Frida (QP)                   | Frida (QP)                                   | Aleksandra Odić           | DFFB, Đức                                    |
| Red Shoes                    | Rudé boty                                    | Anna Podskalská           | FAMU, Cộng hòa Séc                           |
| The Fall of the Swift (QP)   | La Caída del vencejo                         | Gonzalo Quincoces         | ESCAC, Tây Ban Nha                           |
| Cantareira                   | Cantareira                                   | Rodrigo Ribeyro           | Academia Internacional de Cinema, Brazil     |
| Fonica M-120                 | Fonica M-120                                 | Olivér Rudolf             | SZFE, Hungary                                |
| Free Men                     | Frie Mænd                                    | Óskar Kristinn Vignisson  | Den Danske Filmskole, Tây Ban Nha            |
| King Max (QP)                | King Max (QP)                                | Adèle Vincenti-Crasson    | La Fémis, Pháp                               |
| Saint Android                | Saint Android                                | Lukas Von Berg            | Viện điện ảnh Baden-Württemberg, Đức         |
| Cicada (QP)                  | Cicada (QP)                                  | Yoon Daewoen              | K-ARTS, Hàn Quốc                             |

(QP) chỉ bộ phim tranh giải Queer Palm.

## Kết quả

### Giải chính thức

#### Tranh cử chính
Dưới đây là các giải thưởng được trao cho những bộ phim chiếu trong phần tranh cử chính:
- Cành cọ vàng: Titane của Julia Ducournau
- Giải thưởng lớn: 
  - A Hero của Asghar Farhadi
  - Compartment No. 6 của Juho Kuosmanen
- Giải của Ban Giám khảo: 
  - Ahed's Knee của Nadav Lapid
  - Memoria của Apichatpong Weerasethakul
- Đạo diễn xuất sắc nhất: Leos Carax cho phim Annette
- Nữ diễn viên xuất sắc nhất: Renate Reinsve cho phim The Worst Person in the World
- Nam diễn viên xuất sắc nhất: Caleb Landry Jones cho phim Nitram
- Kịch bản hay nhất: Hamaguchi Ryusuke & Oe Takamasa cho phim Drive My Car

#### Un Certain Regard
- Giải Un Certain Regard: Unclenching the Fists của Kira Kovalenko
- Giải Un Certain Regard của ban giám khảo: Great Freedom của Sebastian Meise
- Un Certain Regard cho đoàn làm phim: Bonne mère của Hafsia Herzi
- Giải Un Certain Regard cho lòng dũng cảm: La Civil của Teodora Mihai
- Giải Un Certain Regard cho tính độc đáo: Lamb của Valdimar Jóhannsson
- Un Certain Regard Trao tặng đặc biệt: Prayers for the Stolen của Tatiana Huezo

#### Máy quay vàng
- Giải máy quay vàng: Murina của Antoneta Alamat Kusijanović

#### Phim ngắn
- Cành cọ vàng phim ngắn: All the Crows in the World của Tang Yi
- Trao tặng đặc biệt: August Sky của Jasmin Tenucci

#### Cinéfondation
- Giải nhất: The Salamander Child của Théo Degen
- Giải nhì: Cicada của Yoon Daewoen
- Giải ba: 
  - Love Stories on the Move của Carina-Gabriela Daşoveanu
  - Cantareira của Rodrigo Ribeyro

#### Cành cọ vàng danh dự
- Cành cọ vàng danh dự: Jodie Foster và Marco Bellocchio